# Eric Ehrmann
Eric Wayne Ehrmann (Cleveland, 13 de agosto de 1946) é um escritor e ensaísta americano com permanência no Brasil. Escreve sobre o Brasil e a economia política da América Latina há trinta anos. Suas colunas argumentando que o Brasil e a Argentina respeitam o Tratado de Tlatelolco (criando uma América Latina livre de armas nucleares) e o Tratado de Não-Proliferação Nuclear ajudaram a criar um impulso político que levou os governos das democracias emergentes a reconciliar suas doutrinas estratégicas com as normas internacionais.
Em sua crítica à globalização,  Ehrmann argumenta que as infraestruturas do estado, como preconizado pelo filósofo francês Raymond Aron, os economistas ganhadores do Nobel Joseph Stiglitz e Thomas Piketty e o canadense John Ralston Saul e alguns filósofos políticos do Brasil, precisam ser mantidas a fim de compensar os esforços do globalismo no sentido de eliminar o contrato social entre governos e cidadãos, reduzindo a condição humana a simples capital humano.
Durante a década de 1960, foi um dos primeiros colaboradores da revista pioneira do novo jornalismo Rolling Stone. Durante os anos 1980 e 1990, seus ensaios discutiam assuntos internacionais e foram publicadas por Christian Science Monitor, Chicago Tribune, National Review, New York Times e USA Today. Durante esse período, ele se concentrou em questões de segurança internacional, incluindo a tecnologia de dupla utilização, deslocando-se entre a  América do Sul e o Médio Oriente. Em 1995, ele foi escritor-residente da Universidade do Novo México.
Atualmente, Ehrmann escreve colunas de opinião sobre esportes, mídia social, o globalismo, e é um contribuinte para o Huffington Post e o HuffPost Brasil. Sua ultima coluna foi publicada pela HuffPost Brasil em outubro de 2017. Muitas de suas publicações em inglês foram publicadas pela World Post, uma colaboração entre o Berggruen Institute e o Washington Post. Atualmente, Eric reside em Goiânia.